# Nonius
Nonius ili nonij (po latiniziranom prezimenu Nonius portugalskog matematičara Pedra Nunesa; 1502. – 1578.) je pomična mjerna ljestvica duljine ili kuta, kojoj su jedinice manje za 1/10 jedinice na osnovnoj ljestvici. Određenim poravnavanjem tih ljestvica na analognim mjerilima moguće je pouzdano očitavanje desetinke (deseti dio) osnovne jedinice.

## Povijest
Točnost do na dio milimetra postignuta je uporabom noniusa, posebne skale koju je još davne 1542. osmislio Portugalac Pedro Nunes (lat. Nonius), koji je svoju skalu primijenio na astrolab. Do kraja je nonius skalu usavršio Francuz Pierre Vernier 1631. (zato se nonius ponekad naziva i vernierom).

## Primjena

### Pomično mjerilo
Pomična mjerka, pomično mjerilo ili kljunasto mjerilo (razgovorno šubler, prema njem. Schublehre) je ručni mjerni instrument za mjerenje duljine s pomičnim krakom, prikladno za mjerenje promjera okruglih predmeta (vanjskih i unutarnjih promjera), otvora i provrta te širine utorâ. Njegovu osnovu čini mjerna letva s kljunom i s ugraviranom milimetarskom skalom (gornja skala je često u inčima) te klizač s kljunom koji klizi po letvi, šiljaka za mjerenje unutarnjih dimenzija, te izbočenja za mjerenje dubine. Zračnost između letve i klizača regulirana je oprugom, čime se osigurava stroga paralelnost njihovih mjernih površina. Radi preciznijeg očitavanja mjera, pomična mjerka ima i kočni mehanizam (obično se radi o vijku kojim se klizač pričvrsti za štap). Na klizaču je također ugravirana mjerna skala (nonius), kojom se omogućava očitavanje duljine s točnošću od 1/10 mm, 1/20 mm ili 1/50 mm. Kljunasta mjerila izrađuju se za mjerna područja od 150 do 2 000 milimetara. Osim izvedbi s noniusom, postoje pomična mjerila s mjernim satom i zubnom letvom te digitalna pomična mjerila, u kojima se pomak klizača pretvara u elektronski signal i očitava na zaslonu.
Izrađuje se od čelika, plastike kao i od drveta za mjerenja predmeta većih dimenzija (na primjer šumari koriste za mjerenje promjera stabala).

### Mikrometarski vijak
Mikrometarski vijak je sprava za mjerenje vrlo malenih duljina. Sastoji se od precizno izrađena vijka maloga hoda, koji se okreće u cilindarskoj matici. Na matici su naznačeni dijelovi okretaja. Zakretanjem vijka dovodi se graničnik u dodir s predmetom ili slikom predmeta koji se mjeri, a iz broja okretaja vijka određuje se mjerena duljina. Mikrometarski vijak sastavni je dio mnogih instrumenata, na primjer mikroskopa i teleskopa, pomičnih mjerila za precizno određivanje debljine ploča ili promjera šipki i tako dalje.
Mikrometarski vijak je mjerni instrument kojem je točnost očitanja mjerne vrijednosti do 0,01 mm. Slično pomičnom mjerilu, mikrometarski vijak se sastoji od nepomičnog i pomičnog dijela. Umjesto da klizi, pomični se dio miče pomoću vijka. Mjerenje duljina pomoću vijka zasniva se na proporcionalnosti između translacijskog pomaka vijka i kuta zakretanja vijka. Kad se vijak okreće u matici, njegov pomak očitava se na nepomičnoj skali tako da se prati pomak ruba bubnja. Hod vijka (translacijski pomak za puni okret) iznosi točno 0,5 mm. Budući da je skala na bubnju podijeljena na 50 djelića, moguće je mjeriti duljinu do točnosti očitanja od 0,01 mm, što je peterostruko točnije od mogućnosti koju pruža pomično mjerilo.